# Laura Anne Gilman
Pour les articles homonymes, voir Gilman.
Œuvres principales
- Cycle des Retrievers

Laura Anne Gilman, née le 25 août 1967 dans le New Jersey, est une romancière américaine de science-fiction, de fantasy et d'horreur.

## Œuvre

### SérieBuffy contre les vampires
- Danse de mort, Fleuve noir, 2000 ((en) Visitors, 1999)Écrit avec Josepha Sherman (en).
- Les Sirènes démoniaques, Fleuve noir, 2001 ((en) Deep Water, 2000)Écrit avec Josepha Sherman (en).

### Cycle des Retrievers
1. La Magie de l'orage, Harlequin, 2006 ((en) Staying Dead, 2004)Réédité en 2011 sous le titre Noire Magie
2. La Malédiction de l'ombre, Harlequin, 2007 ((en) Curse of the Dark, 2005)
3. La Prédiction des ombres, Harlequin, 2007 ((en) Bring It on, 2006)
4. La Magicienne du feu, Harlequin, 2008 ((en) Burning Bridges, 2007)
5. La Nuit des sortilèges, Harlequin, 2009 ((en) Free Fall, 2008)
6. (en) Blood from Stone, 2009

### SérieParanormal Scene Investigations
Cette série retrace une histoire parallèle à celle du cycle des Retrievers, dans le même monde, et qui se concentre sur Bonnie, la voisine et amie de Wren, dotée elle aussi du pouvoir de maitriser le Courant.
1. (en) Hard Magic, 2010
2. (en) Pack of Lies, 2011
3. (en) Tricks of the Trade, 2011
4. (en) Dragon Justice, 2012

### SérieThe Devil's West
1. (en) Silver on the Road, 2015
2. (en) The Cold Eye, 2017Endeavour Award 2018
3. (en) Red Waters Rising, 2018

### SérieHuntsmen
1. (en) Uncanny Times, 2022
2. (en) Uncanny Vows, 2023